# 長神悟
長神 悟（ながみ さとる、1950年8月3日 - ）は、日本の言語学者。専門はイタリア語・ロマンス諸語。東京大学名誉教授。

## 略歴
- 1963年3月　晃華学園小学校卒業・暁星中学校・高等学校入学
- 1969年3月　暁星高等学校卒業
- 1974年3月　東京大学文学部卒業（言語学専修課程）
- 1977年3月　東京大学大学院人文科学研究科言語学専門課程修士課程修了
- 1977年11月　ピサ高等師範学校留学（イタリア政府給費留学生）
- 1978年11月　フィレンツェ大学文学部留学
- 1979年3月　東京大学大学院人文科学研究科言語学専門課程博士課程中退
- 1979年4月　東京大学文学部助手
- 1983年4月　成城大学文芸学部専任講師
- 1990年4月　成城大学文芸学部助教授
- 1991年4月　東京大学文学部助教授（イタリア語イタリア文学）
- 1995年4月　東京大学大学院人文社会系研究科助教授（南欧語南欧文学）
- 1996年4月　東京大学大学院人文社会系研究科教授。2016年定年退任、名誉教授。2018年4月、特任教授

## 著訳書

### 著書
- 『イタリア語練習問題集』（マリーサ・ディ・ルッソ、西本晃二との共著）白水社、1985
- 『イタリア語のABC』白水社、1996

### 訳書
- レベッカ・ポズナー『ロマンス語入門』（風間喜代三との共訳）大修館書店、1982

### 監修書
- フランチェスコ・サンヴィターレ『トスティ ある人生の歌』（森田学・訳）東京堂出版、2010